# در یک ماه در یک سال
در یک ماه در یک سال نام یک کتاب ادبی است که توسط فرانسوا ساگان، نویسندهٔ اهل فرانسه نوشته شده‌است. این کتاب یکی از آثار مشهور ادبی جهان است. این کتاب با نام «بی‌سایگان» در سال ۱۳۹۴ توسط نشر نون منتشر شده‌است.
- بی‌سایگان (رمان) (ترجمه به فارسی، علیرضا دوراندیش، نشر نون، ۱۳۹۴)

## چکیده داستان
برنارد، نویسنده، با ژوزه ۲۵ ساله به نیکول خیانت می‌کند. بئاتریس، بازیگر، خیانت خود را این بار با برنیس تکرار می‌کند: «در یک ماه، در یک سال…». همگی به مهمانی فانی و آلن می‌روند که پسر عمویش ادوارد بئاتریس را مجذوب خود می‌کند. آندره به نوبه خود عاشق بئاتریس می‌شود و نقش اول را به او می‌دهد. بئاتریس ادوارد را ترک می‌کند و با آندره قرار می‌گذارد. برنارد و ژوزه از خود می‌پرسند که در طی یک سال چه بر سرشان خواهد آمد…